# Championnat du Salvador de football 1975
 (février 2025).
Si vous disposez d'ouvrages ou d'articles de référence ou si vous connaissez des sites web de qualité traitant du thème abordé ici, merci de compléter l'article en donnant les références utiles à sa vérifiabilité et en les liant à la section « Notes et références ».
Navigation
Saison précédente Saison suivante
La Primera División 1975 est la vingt-cinquième édition de la première division salvadorienne.
Lors de ce tournoi, le CD Platense Municipal Zacatecoluca a tenté de conserver son titre de champion du Salvador face aux onze meilleurs clubs salvadoriens.
Chacun des douze clubs participant était confronté trois fois aux onze autres équipes. Puis les quatre meilleurs se sont affrontés lors d'une phase finale à la fin de la saison.
Seulement deux places étaient qualificatives pour la Coupe des champions de la CONCACAF également qualificatives pour la Coupe de la Fraternité.

## Les 12 clubs participants
| \| Sonsonate : CD Juventud Olímp. CD Sonsonate CD Águila Alianza FC CD Atlético Marte Club Deportivo FAS Sonsonate CD Municipal Limeño CD Luis Ángel Firpo Alianza FC CD Atlético Marte CD Platense Municipal Sonsonate Universidad Barrios \| Localisation des clubs engagés dans le championnat. |
| Sonsonate : CD Juventud Olímp. CD Sonsonate CD Águila Alianza FC CD Atlético Marte Club Deportivo FAS Sonsonate CD Municipal Limeño CD Luis Ángel Firpo Alianza FC CD Atlético Marte CD Platense Municipal Sonsonate Universidad Barrios                                                           |

| Club                               | Stade                        | Capacité          | Ville              |
| CD Águila                          | Stade Juan Francisco Barraza | 10 000            | San Miguel         |
| Alianza FC                         | Stade Cuscatlán              | 45 925            | San Salvador       |
| ANTEL (en)                         | Stade inconnu                | Capacité inconnue | Ville inconnue     |
| Club Deportivo FAS                 | Stade Oscar Quiteño          | 15 000            | Santa Ana          |
| CD Juventud Olímpica               | Stade Ana Mercedez           | 8 000             | Sonsonate          |
| CD Municipal Limeño                | Stade Jose Ramon Flores      | 5 000             | Santa Rosa de Lima |
| CD Luis Ángel Firpo                | Stade Sergio Torres          | 5 000             | Usulután           |
| CD Atlético Marte                  | Stade Cuscatlán              | 45 925            | San Salvador       |
| CD Platense Municipal Zacatecoluca | Stade Antonio Toledo Valle   | Capacité inconnue | Zacatecoluca       |
| CD Sonsonate                       | Stade Anna Mercedes Campos   | 8 000             | Sonsonate          |
| CD Tapachulteca                    | Stade inconnu                | Capacité inconnue | Ville inconnue     |
| Universidad Gerardo Barrios        | Complejo Deportivo España    | Capacité inconnue | Ciudad Barrios     |

## Compétition
La compétition se déroule en deux phases :
- La première phase : les trente-trois journées de championnat.
- La phase finale : les matchs aller-retour allant des demi-finales à la finale

### Première phase
Lors de la première phase les douze équipes affrontent à trois reprises les onze autres équipes selon un calendrier tiré aléatoirement.
Le classement est établi sur l'ancien barème de points (victoire à 2 points, match nul à 1, défaite à 0).
Le départage final se fait selon les critères suivants :
- Le nombre de points.
- Un match d'appui pour départager les équipes.

#### Classement[2]
| Rang | Équipe                             | Pts | J  | G  | N | P  | Bp | Bc | Diff |
| ---- | ---------------------------------- | --- | -- | -- | - | -- | -- | -- | ---- |
| 1    | CD Águila                          | 49  | 33 | 22 | 5 | 6  | 79 | 41 | +38  |
| 2    | Club Deportivo FAS                 | 43  | 33 | 18 | 7 | 8  | 55 | 38 | +17  |
| 3    | Alianza FC                         | 41  | 33 | 18 | 5 | 10 | 53 | 32 | +21  |
| 4    | Universidad Gerardo Barrios        | 40  | 33 | 17 | 6 | 10 | 53 | 40 | +13  |
| 5    | CD Platense Municipal Zacatecoluca | 39  | 33 | 17 | 5 | 11 | 53 | 41 | +12  |
| 6    | CD Sonsonate                       | 38  | 33 | 16 | 6 | 11 | 40 | 48 | -8   |
| 7    | CD Tapachulteca (P)                | 31  | 33 | 13 | 5 | 15 | 39 | 49 | -10  |
| 8    | CD Luis Ángel Firpo                | 29  | 33 | 12 | 5 | 16 | 43 | 51 | -8   |
| 9    | CD Atlético Marte                  | 27  | 33 | 10 | 7 | 16 | 39 | 41 | -2   |
| 10   | ANTEL (en) (P)                     | 25  | 33 | 9  | 7 | 17 | 37 | 49 | -12  |
| 11   | CD Juventud Olímpica               | 18  | 33 | 7  | 4 | 22 | 33 | 55 | -22  |
| 12   | CD Municipal Limeño                | 16  | 33 | 6  | 4 | 23 | 37 | 76 | -39  |

| Légende : Qualifications et relégations | Légende : Qualifications et relégations             |
| --------------------------------------- | --------------------------------------------------- |
|                                         | Qualifié pour la phase finale                       |
|                                         | Relégué en Segunda División                         |
|                                         | (T) : Tenant du titre (P) : Promu de la saison 1974 |

### La phase finale
Les quatre équipes qualifiées sont réparties dans le tableau final d'après leur classement général.
En cas d'égalité sur la somme des confrontations, des prolongations puis une séance de tirs au but ont lieu.

#### Tableau
|  |                     |            |            |            |            |     |   |        |        |        |        |        |
|  | 1/2 finale          | 1/2 finale | 1/2 finale | 1/2 finale | 1/2 finale |     |   | Finale | Finale | Finale | Finale | Finale |
|  |                     |            |            |            |            |     |   |        |        |        |        |        |
|  |                     |            |            |            |            |     |   |        |        |        |        |        |
|  | CD Águila           | (1)        | 1          | 5          |            |     |   |        |        |        |        |        |
|  | CD Águila           | (1)        | 1          | 5          |            |     |   |        |        |        |        |        |
|  | Universidad Barrios | (4)        | 3          | 1          |            |     |   |        |        |        |        |        |
|  | Universidad Barrios | (4)        | 3          | 1          | CD Águila  | (1) | 1 | 3      |        |        |        |        |
|  |                     |            |            |            |            | (1) | 1 | 3      |        |        |        |        |
|  |                     |            | Alianza FC | (3)        | 1          | 1   |   |        |        |        |        |        |
|  | Alianza FC          | (3)        | Alianza FC | (3)        | 1          | 1   | 0 | 2      | 1      |        |        |        |
|  | Alianza FC          | (3)        |            |            |            |     | 0 | 2      | 1      |        |        |        |
|  | Club Deportivo FAS  | (2)        | 2          | 1          | 0          |     |   |        |        |        |        |        |
|  | Club Deportivo FAS  | (2)        | 2          | 1          | 0          |     |   |        |        |        |        |        |

#### Demi-finales
| Club       | Aller | Retour | Club                        | Commentaire         |
| CD Águila  | 1-3   | 5-1    | Universidad Gerardo Barrios |                     |
| Alianza FC | 0-2   | 2-1    | Club Deportivo FAS          | Match d'appui : 1-0 |

#### Finale
| Match aller     | Alianza FC   | 1:1   | CD Águila    | Stade Cuscatlán |  |
| 18 janvier 1976 | Ottensen 68e | (0:1) | González 38e |                 |  |

| Match retour    | CD Águila                           | 3:1   | Alianza FC   | Stade Cuscatlán |  |
| 25 janvier 1976 | González 2e · Díaz 17e · Pineda 65e | (2:0) | Valencia 70e |                 |  |

## Bilan du tournoi
| Tableau d'Honneur     |           |
| Compétition           | Vainqueur |
| Primera División 1975 | CD Águila |

| Qualifications continentales 1975-1976 |                                            |
| Coupe des champions de la CONCACAF     | Qualifiés                                  |
| Deuxième tour de qualification         | CD Águila Alianza FC                       |
| Coupe de la Fraternité                 | Qualifiés                                  |
| Phase de groupe (ru)                   | CD Águila Alianza FC CD Platense Municipal |

| Promotions et relégations   |                     |
| Relégué en Segunda División | CD Municipal Limeño |
| Promu de Segunda División   | CD Fuerte Aguilares |